# Léon Hugo Dupriez
Léon Hugo Dupriez (Leuven, 19 de outubro de 1901 — 13 de outubro de 1986) foi um economista belga.
Estudou na Universidade Harvard (1918-1919) e na Universidade Católica de Leuven (1919-1924). De 1925 a 1928 trabalhou no Banco Nacional da Bélgica. Tornou-se professor da Universidade de Leuven em 1930, onde aposentou-se em 1972. Recebeu o Prêmio Francqui em 1948.